# Endon and Stanley
Endon and Stanley est une paroisse civile du Staffordshire, en Angleterre.